# Operation Chough
Operation Chough (Português: Operação Gralha, Córnico: An Ragdres Palores) é um projeto conservacionista que visa à manutenção de uma população viável da gralha-de-bico-vermelho (Pyrrhocorax pyrrhocorax) no condado inglês da Cornualha. O pássaro, considerado um símbolo do condado, costumava nidificar na costa córnica, embora sua população tenha experimentado um severo declínio durante o século XX. No início da década de 1970, o animal foi declarado oficialmente extinto no condado.
Em 2001, no entanto, um total de cinco aves foram avistadas em The Lizard, parte sul da península córnica. Esta população pioneira cresceu rapidamente, totalizando, juntamente aos filhotes recém-nascidos, cerca de vinte aves. Desde então, o projeto Operation Chough tem feito diversos esforços para manter viável a população de aves, através do monitoramento das áreas de nidificação, da conscientização acerca da importância cultural e ecológica da espécie para a Cornualha, e através da introdução de novas aves, de modo a prevenir a endogamia.